# Miroslav Raichl
Miroslav Raichl (* 2. Februar 1930 in Náchod, Tschechoslowakei; † 11. Januar 1998) war ein tschechischer Komponist und Musikpädagoge.
Raichl war von 1949 bis 1953 Kompositionsschüler von Pavel Bořkovec an der Akademie der musischen Künste in Prag, danach war er drei Jahre Aspirant bei Václav Dobiáš. Nach einer Tätigkeit beim Tschechischen Musikfonds war er von 1958 bis 1962 Sekretär beim Verband Tschechoslowakischer Komponisten. Von 1965 bis 1970 unterrichtete er am Prager Konservatorium, ab 1980 am Konservatorium in Pardubice. Neben drei Opern komponierte Raichl sinfonische Werke und Kammermusik, Chorwerk und Lieder.

## Werke
- Fuente Ovejuna, Oper nach dem Thema von Lope de Vega (1957)
- II. Symfonie (1960)
- II. Klaviersonate(1961)
- Auf Wasser geschriebene Verse, nach japanischen Fünfzeilern mit Klavier (1961)
- Drei Lieder nach Versen von Nicolás Guillén für Bariton, Flöte, Klarinette, Kontrabass, Klavier, Gitarre und Schlaginstrumente (1963)
- Der Schleifer Frost. Kinderchor mit Klavier nach Versen von Zdeněk Kriebl (1964)
- Sieben Inventionen für Orchester (1966)
- Fünf Miniaturen für Streicher (1966)
- Iwans Tiere, Gespenster und Ferkel. Kinderchorzyklus mit Klavier nach dem Text von Jiří R. Pick (1966)
- Jemand spielte Oboe, nach Versen von Karel Hlaváček a cappella (1966)
- Das Nezval-Heft. Lieder für Bass und Klavier nach Versen von Vítězslav Nezval (1967–1988)
- Fünf Inventionen für Klarinette und Harfe (1968)
- Ein Nachmittag im Zoo. Sinfonische Suite für Kinder (1970)
- Fünf Tanzfantasien für Orchester (1970)
- Wie es uns geht, was wir machen. Kinderchorzyklus mit Klavier nach dem Text von Erich Sojka (1970)
- Gereimte Pottwale und anderes Wild. Kinderchorzyklus mit Klavier nach Erich Sojka (1970)
- Einer über den anderen. Kinderchorzyklus mit Klavier nach Erich Sojka (1970)
- Liebe ohne Stelldichein, nach Versen eines alttschechischen Anonymus (1970)
- Fußballoper, Libretto von Jiří R. Pick (1970)
- Lustige Musiktheorie (I). Kinderchorzyklus mit Klavier nach Erich Sojka (1971)
- Lustige Musiktheorie (II). Kinderchorzyklus mit Klavier nach Erich Sojka (1971)
- Zehn Lieder aus dem Grammophon Jenda Bendas Kinderchorzyklus mit Klavier nach Jiří R. Pick (1971)
- Sieben Einfälle für Violoncello und Klavier (1971)
- Drei kleine Märchen, für Kinderchor und Klavier nach Versen von Václav Fischer (1972)
- Fünffinger-Lieder für einstimmigen Gesang und Klavier (für Kindergarten) nach Jiří R. Pick (1973)
- Der lustige Mini-Zoo. Kinderchorzyklus mit Klavier nach Robert Desnos (1973)
- Requiem für Lidice. Kinderchor mit Klavier nach Versen von Václav Fischer (1973)
- Zehn slowakische Volkslieder für dreistimmigen Kinder- (Mädchen-) Chor (1973)
- Zehn Liedchen für Instrument in C und Klavier (1973)
- Drei Enden der Liebe, nach Gedichten von Jacques Prévert a cappella (1973)
- Fünf gemischte Chöre nach dem Text von Jiří R. Pick (1973)
- Jährliche Launen. Gemischte Chöre nach Versen von Václav Fischer (1974)
- Divertimento (ohne Text) für Kinderchor a cappella (1974)
- Oper vom Wochenendhaus, Libretto von Jiří R. Pick (1974)
- Einfache Melodien für Violine und Klavier (1975)
- Sinfonisches Triptychon (1975)
- Sinfonietta für Kammerorchester (1977)
- Sonate für Klavier vierhändig (1977)
- Kleine Lieder für unseren Hund. Kinderchorzyklus mit Klavier nach dem Text von Jiří R. Pick (1977)
- Erzählung von Hans und Ännchen, für Kinderchor a cappella nach der Volkspoesie (1978)
- Sonatine für Akkordeon (1978)
- 2 × 10. Klavierstücke für kleinere und größere Pianisten (1978)
- Sechs Duettinos für 2 Violinen (1978)
- Sechs Madrigale nach dem Text von Jiří R. Pick (1978)
- Sonatine für Violine und Klavier (1979)
- Fünf Kanzonetten nach der altjapanischen Poesie a pella (1979)
- Ein Schwan flog hier. Liederzyklus für Sopran und Klavier nach volkstümlichen Texten (1981)
- Abschiedselegie. Konzertarie für Sopran und Orchester nach Versen von Ovid (1982)
- Unbesonnenheiten für Klavier (1982)
- Divertimento für Streichquartett (1983)
- Durch bläulichen Nebel. Drei Lieder nach Versen von Anna Achmatowa für Sopran und Klavier (1983)
- Was im Meer den Wellen den Hof macht. Kinderchorzyklus mit Klavier nach Versen von Václav Fischer (1983)
- II. Sinfonietta für Kammerorchester (1984)
- Das historische Bild. Kantate für Sopran, Tenor, gemischten Chor und Sinfonieorchester nach Texten tschechischer mittelalterlicher Anonymen und J. A. Komenský (1984–86)
- Divertimento für Kammerorchester (1986)
- Lieder nach Volkstexten für verschiedene Stimmen und Klavier (1986–88)
- Vom vergeblichen Glück. Gemischter Chor nach dem Text eines tschechischen Anonymus aus dem 18. Jahrhundert (1986)
- Der Duft der Heimat Gemischte Chöre nach Versen von Václav Fischer (1987)
- Mährische Ballade für Orgel (1988)
- Singen in die Dunkelheit. Lieder nach Versen von Václav Fischer (1988)
- Drei kleine Elegien. Liederzyklus für Bass und Klavier nach Versen von Oldřich Wenzl, Jiří Suchý und Josef Bruckner (1988)
- Frieden, nach Versen von Josef Hora a cappella (1988)